# Albi di Nick Raider
Elenco delle pubblicazioni relative al fumetto Nick Raider edito dalla Sergio Bonelli Editore. Riguarda esclusivamente i Nick Raider della serie inedita che sono stati pubblicati con cadenza mensile.
| Indice 1988 1989 1990 1991 1992 1993 1994 1995 1996 1997 1998 1999 2000 2001 2002 2003 2004 2005 |

## 1988
| Nr. | Titolo                         | Mese di pubblicazione | Soggetto      | Sceneggiatura | Disegni                                | Copertina           |
| --- | ------------------------------ | --------------------- | ------------- | ------------- | -------------------------------------- | ------------------- |
| 1   | La vittima senza nome          | giugno                | Claudio Nizzi | Claudio Nizzi | Gustavo Trigo                          | Giampiero Casertano |
| 2   | Il mistero della mano tagliata | luglio                | Claudio Nizzi | Claudio Nizzi | José Eduardo Caramuta                  | Giampiero Casertano |
| 3   | Lo strangolatore di Manhattan  | agosto                | Claudio Nizzi | Claudio Nizzi | Eugenio Fiorentini e Giuseppe Sgattoni | Giampiero Casertano |
| 4   | Chinatown                      | settembre             | Claudio Nizzi | Claudio Nizzi | Federico Antinori                      | Giampiero Casertano |
| 5   | Omicidio al Central Park       | ottobre               | Claudio Nizzi | Claudio Nizzi | Ivo Milazzo                            | Giampiero Casertano |
| 6   | Il caso Geronimo               | novembre              | Claudio Nizzi | Claudio Nizzi | Bruno Ramella                          | Giampiero Casertano |
| 7   | Inchiesta a luci rosse         | dicembre              | Claudio Nizzi | Claudio Nizzi | Gustavo Trigo                          | Giampiero Casertano |

## 1989
| Nr. | Titolo                       | Mese di pubblicazione | Soggetto          | Sceneggiatura     | Disegni                                | Copertina           |
| --- | ---------------------------- | --------------------- | ----------------- | ----------------- | -------------------------------------- | ------------------- |
| 8   | La valigia insanguinata      | gennaio               | Claudio Nizzi     | Claudio Nizzi     | Aldo Capitanio                         | Giampiero Casertano |
| 9   | Caccia all'uomo              | febbraio              | Claudio Nizzi     | Claudio Nizzi     | José Eduardo Caramuta                  | Giampiero Casertano |
| 10  | Morte di una star            | marzo                 | Claudio Nizzi     | Claudio Nizzi     | Gustavo Trigo                          | Giampiero Casertano |
| 11  | Un nastro che scotta         | aprile                | Claudio Nizzi     | Claudio Nizzi     | Eugenio Fiorentini e Giuseppe Sgattoni | Giampiero Casertano |
| 12  | La tela del ragno            | maggio                | Claudio Nizzi     | Claudio Nizzi     | José Eduardo Caramuta                  | Giampiero Casertano |
| 13  | Una minaccia dal passato     | giugno                | Gino D'Antonio    | Gino D'Antonio    | Renato Polese                          | Giampiero Casertano |
| 14  | Un volto nella notte         | luglio                | Claudio Nizzi     | Claudio Nizzi     | Gustavo Trigo                          | Giampiero Casertano |
| 15  | Vendetta implacabile         | agosto                | Claudio Nizzi     | Claudio Nizzi     | José Eduardo Caramuta                  | Giampiero Casertano |
| 16  | L'enigma delle bambole       | settembre             | Michele Medda     | Michele Medda     | Eugenio Fiorentini e Giuseppe Sgattoni | Giampiero Casertano |
| 17  | Il guerriero della metropoli | ottobre               | Bepi Vigna        | Bepi Vigna        | Renato Polese                          | Giampiero Casertano |
| 18  | Mosaico per un delitto       | novembre              | Giancarlo Berardi | Giancarlo Berardi | Bruno Ramella                          | Giampiero Casertano |
| 19  | Il rapimento                 | dicembre              | Claudio Nizzi     | Claudio Nizzi     | Aldo Capitanio                         | Giampiero Casertano |

## 1990
| Nr. | Titolo                     | Mese di pubblicazione | Soggetto            | Sceneggiatura       | Disegni                                | Copertina           |
| --- | -------------------------- | --------------------- | ------------------- | ------------------- | -------------------------------------- | ------------------- |
| 20  | Città crudele              | gennaio               | Maurizio Colombo    | Claudio Nizzi       | Gustavo Trigo                          | Giampiero Casertano |
| 21  | L'ombra del vampiro        | febbraio              | Luigi Mignacco      | Luigi Mignacco      | José Eduardo Caramuta                  | Giampiero Casertano |
| 22  | Jimmy e Juanita            | marzo                 | Claudio Nizzi       | Claudio Nizzi       | Ivo Milazzo                            | Giampiero Casertano |
| 23  | Colpo di scena             | aprile                | Giuseppe Ferrandino | Giuseppe Ferrandino | Gustavo Trigo                          | Giampiero Casertano |
| 24  | L'angelo sterminatore      | maggio                | Michele Medda       | Michele Medda       | Eugenio Fiorentini e Giuseppe Sgattoni | Giampiero Casertano |
| 25  | Un ranger a New York       | giugno                | Michele Medda       | Michele Medda       | Gustavo Trigo                          | Giampiero Casertano |
| 26  | Il quarto testimone        | luglio                | Claudio Nizzi       | Claudio Nizzi       | Mario Rossi                            | Giampiero Casertano |
| 27  | Una voce nel buio          | agosto                | Giuseppe Ferrandino | Giuseppe Ferrandino | Federico Antinori                      | Giampiero Casertano |
| 28  | La maschera dell'assassino | settembre             | Claudio Nizzi       | Claudio Nizzi       | José Eduardo Caramuta                  | Giampiero Casertano |
| 29  | Missione nel Bronx         | ottobre               | Claudio Nizzi       | Claudio Nizzi       | Iginio Straffi e Rodolfo Torti         | Giampiero Casertano |
| 30  | Giungla umana              | novembre              | Gino D'Antonio      | Gino D'Antonio      | Bruno Ramella                          | Giampiero Casertano |
| 31  | Un nido di vipere          | dicembre              | Giuseppe Ferrandino | Giuseppe Ferrandino | Gustavo Trigo                          | Giampiero Casertano |

## 1991
| Nr. | Titolo                    | Mese di pubblicazione | Soggetto            | Sceneggiatura       | Disegni                                | Copertina           |
| --- | ------------------------- | --------------------- | ------------------- | ------------------- | -------------------------------------- | ------------------- |
| 32  | Vite vendute              | gennaio               | Maurizio Colombo    | Claudio Nizzi       | Federico Antinori                      | Giampiero Casertano |
| 33  | Saigon                    | febbraio              | Michele Medda       | Michele Medda       | Eugenio Fiorentini e Giuseppe Sgattoni | Giampiero Casertano |
| 34  | Gemelli di sangue         | marzo                 | Luigi Mignacco      | Luigi Mignacco      | José Eduardo Caramuta                  | Giampiero Casertano |
| 35  | Vivo o morto!             | aprile                | Alessandro Russo    | Alessandro Russo    | Gustavo Trigo                          | Giampiero Casertano |
| 36  | Senza via di scampo       | maggio                | Giuseppe Ferrandino | Giuseppe Ferrandino | Renato Polese                          | Giampiero Casertano |
| 37  | Il killer di ghiaccio     | giugno                | Luigi Mignacco      | Luigi Mignacco      | Mario Jannì                            | Giampiero Casertano |
| 38  | Tragica rapina            | luglio                | Claudio Nizzi       | Claudio Nizzi       | Bruno Ramella                          | Giampiero Casertano |
| 39  | Il patto                  | agosto                | Maurizio Colombo    | Gino D'Antonio      | Renato Polese                          | Giampiero Casertano |
| 40  | All'ombra dell'Imperatore | settembre             | Michele Medda       | Michele Medda       | Federico Antinori                      | Giampiero Casertano |
| 41  | Pugno proibito            | ottobre               | Luigi Mignacco      | Luigi Mignacco      | Eugenio Fiorentini e Giuseppe Sgattoni | Giampiero Casertano |
| 42  | Omicidi alla finestra     | novembre              | Marcello Toninelli  | Marcello Toninelli  | Sergio Tuis                            | Giampiero Casertano |
| 43  | Linea di confine          | dicembre              | Michele Medda       | Michele Medda       | Aldo Capitanio                         | Giampiero Casertano |

## 1992
| Nr. | Titolo                 | Mese di pubblicazione | Soggetto         | Sceneggiatura                      | Disegni               | Copertina     |
| --- | ---------------------- | --------------------- | ---------------- | ---------------------------------- | --------------------- | ------------- |
| 44  | Il Budda scomparso     | gennaio               | Claudio Nizzi    | Claudio Nizzi                      | José Eduardo Caramuta | Bruno Ramella |
| 45  | Immagini di morte      | febbraio              | Maurizio Colombo | Claudio Nizzi                      | Bruno Ramella         | Bruno Ramella |
| 46  | L'ultimo della lista   | marzo                 | Maurizio Colombo | Massimo Vincenti e Renato Queirolo | Renato Polese         | Bruno Ramella |
| 47  | Il "rospo"             | aprile                | Maurizio Colombo | Michele Medda                      | Federico Antinori     | Bruno Ramella |
| 48  | Legami pericolosi      | maggio                | Michele Medda    | Michele Medda                      | Mario Rossi           | Bruno Ramella |
| 49  | Discesa all'inferno    | giugno                | Maurizio Colombo | Ottavio De Angelis                 | Mario Jannì           | Bruno Ramella |
| 50  | Il buio oltre la porta | luglio                | Massimo Vincenti | Massimo Vincenti                   | Gustavo Trigo         | Bruno Ramella |
| 51  | Uccidere per uccidere  | agosto                | Maurizio Colombo | Renato Queirolo e Alberto Setzu    | José Eduardo Caramuta | Bruno Ramella |
| 52  | Gioco mortale          | settembre             | Gino D'Antonio   | Gino D'Antonio                     | Bruno Ramella         | Bruno Ramella |
| 53  | La Croce Nera          | ottobre               | Alberto Ongaro   | Alberto Ongaro                     | Renato Polese         | Bruno Ramella |
| 54  | Nella tana del lupo    | novembre              | Alberto Ongaro   | Alberto Ongaro                     | Renato Polese         | Bruno Ramella |
| 55  | Profumo di piombo      | dicembre              | Alberto Ongaro   | Alberto Ongaro                     | Federico Antinori     | Bruno Ramella |

## 1993
| Nr. | Titolo                  | Mese di pubblicazione | Soggetto         | Sceneggiatura  | Disegni               | Copertina     |
| --- | ----------------------- | --------------------- | ---------------- | -------------- | --------------------- | ------------- |
| 56  | Sangue sul palcoscenico | gennaio               | Gino D'Antonio   | Gino D'Antonio | Mario Rossi           | Bruno Ramella |
| 57  | L'evaso                 | febbraio              | Alberto Ongaro   | Alberto Ongaro | José Eduardo Caramuta | Bruno Ramella |
| 58  | Cobra 38 Special        | marzo                 | Alberto Ongaro   | Alberto Ongaro | Gustavo Trigo         | Bruno Ramella |
| 59  | La posta in gioco       | aprile                | Alberto Ongaro   | Alberto Ongaro | Renato Polese         | Bruno Ramella |
| 60  | La resa dei conti       | maggio                | Alberto Ongaro   | Alberto Ongaro | Renato Polese         | Bruno Ramella |
| 61  | La lunga ombra          | giugno                | Alberto Ongaro   | Alberto Ongaro | Bruno Brindisi        | Bruno Ramella |
| 62  | Duri a morire           | luglio                | Maurizio Colombo | Gino D'Antonio | Pasquale Del Vecchio  | Bruno Ramella |
| 63  | I diabolici             | agosto                | Alberto Ongaro   | Alberto Ongaro | Mario Jannì           | Bruno Ramella |
| 64  | Sangue sotto la neve    | settembre             | Claudio Nizzi    | Claudio Nizzi  | Goran Parlov          | Bruno Ramella |
| 65  | La banda degli angeli   | ottobre               | Alberto Ongaro   | Alberto Ongaro | José Eduardo Caramuta | Bruno Ramella |
| 66  | La fine dei Carmody     | novembre              | Alberto Ongaro   | Alberto Ongaro | Federico Antinori     | Bruno Ramella |
| 67  | Ombre cinesi            | dicembre              | Alberto Ongaro   | Alberto Ongaro | Mario Rossi           | Bruno Ramella |

## 1994
| Nr. | Titolo                 | Mese di pubblicazione | Soggetto       | Sceneggiatura  | Disegni               | Copertina     |
| --- | ---------------------- | --------------------- | -------------- | -------------- | --------------------- | ------------- |
| 68  | Hollywood nera         | gennaio               | Alberto Ongaro | Alberto Ongaro | Renato Polese         | Bruno Ramella |
| 69  | Un maledetto imbroglio | febbraio              | Alberto Ongaro | Alberto Ongaro | Renato Polese         | Bruno Ramella |
| 70  | Furia selvaggia        | marzo                 | Alberto Ongaro | Alberto Ongaro | José Eduardo Caramuta | Bruno Ramella |
| 71  | Trappola infernale     | aprile                | Alberto Ongaro | Alberto Ongaro | Mario Jannì           | Bruno Ramella |
| 72  | Tiro incrociato        | maggio                | Gino D'Antonio | Gino D'Antonio | Pasquale Del Vecchio  | Bruno Ramella |
| 73  | Passo falso            | giugno                | Alberto Ongaro | Alberto Ongaro | Goran Parlov          | Bruno Ramella |
| 74  | Un uomo nel mirino     | luglio                | Claudio Nizzi  | Claudio Nizzi  | Corrado Mastantuono   | Bruno Ramella |
| 75  | Il dito nella piaga    | agosto                | Claudio Nizzi  | Claudio Nizzi  | Bruno Ramella         | Bruno Ramella |
| 76  | Affari sporchi         | settembre             | Claudio Nizzi  | Claudio Nizzi  | Bruno Ramella         | Bruno Ramella |
| 77  | I misteri di Northport | ottobre               | Claudio Nizzi  | Claudio Nizzi  | Renato Polese         | Bruno Ramella |
| 78  | Un'indagine che scotta | novembre              | Alberto Ongaro | Alberto Ongaro | Federico Antinori     | Bruno Ramella |
| 79  | La legge del mitra     | dicembre              | Alberto Ongaro | Alberto Ongaro | Federico Antinori     | Bruno Ramella |

## 1995
| Nr. | Titolo                          | Mese di pubblicazione | Soggetto       | Sceneggiatura  | Disegni                          | Copertina     |
| --- | ------------------------------- | --------------------- | -------------- | -------------- | -------------------------------- | ------------- |
| 80  | Uccidete Nick Raider!           | gennaio               | Alberto Ongaro | Alberto Ongaro | Mario Rossi                      | Bruno Ramella |
| 81  | Una lettera per l'inferno       | febbraio              | Alberto Ongaro | Alberto Ongaro | Renato Polese                    | Bruno Ramella |
| 82  | La mela marcia                  | marzo                 | Gino D'Antonio | Gino D'Antonio | Goran Parlov                     | Bruno Ramella |
| 83  | Paura a Park Avenue             | aprile                | Alberto Ongaro | Alberto Ongaro | Pasquale Del Vecchio             | Bruno Ramella |
| 84  | Nessuno è innocente             | maggio                | Claudio Nizzi  | Claudio Nizzi  | Stefano Biglia e Luigi Copello   | Bruno Ramella |
| 85  | La morte è in vendita           | giugno                | Alberto Ongaro | Alberto Ongaro | Bruno Ramella e Giuseppe Barbati | Bruno Ramella |
| 86  | Doppio bersaglio                | luglio                | Alberto Ongaro | Alberto Ongaro | Renato Polese                    | Bruno Ramella |
| 87  | Il sospetto                     | agosto                | Gino D'Antonio | Gino D'Antonio | Bruno Ramella                    | Bruno Ramella |
| 88  | Gli occhi del gatto             | settembre             | Gino D'Antonio | Gino D'Antonio | Goran Parlov                     | Bruno Ramella |
| 89  | Cani rabbiosi                   | ottobre               | Alberto Ongaro | Alberto Ongaro | Federico Antinori                | Bruno Ramella |
| 90  | L'assassino della porta accanto | novembre              | Marco Del Freo | Marco Del Freo | Pasquale Del Vecchio             | Bruno Ramella |
| 91  | Dietro le quinte                | dicembre              | Claudio Nizzi  | Claudio Nizzi  | Renato Polese                    | Bruno Ramella |

## 1996
| Nr. | Titolo                  | Mese di pubblicazione | Soggetto                         | Sceneggiatura                    | Disegni                          | Copertina           |
| --- | ----------------------- | --------------------- | -------------------------------- | -------------------------------- | -------------------------------- | ------------------- |
| 92  | Mosaico diabolico       | gennaio               | Claudio Nizzi                    | Claudio Nizzi                    | Renato Polese                    | Bruno Ramella       |
| 93  | Infame ricatto          | febbraio              | Alberto Ongaro e Renato Queirolo | Alberto Ongaro e Renato Queirolo | Mario Jannì                      | Bruno Ramella       |
| 94  | Delitti a soggetto      | marzo                 | Gianfranco Manfredi              | Gianfranco Manfredi              | Giuseppe Barbati e Bruno Ramella | Bruno Ramella       |
| 95  | Le regole del gioco     | aprile                | Gino D'Antonio                   | Gino D'Antonio                   | Stefano Biglia e Luigi Copello   | Bruno Ramella       |
| 96  | Suicidio su commissione | maggio                | Gianfranco Manfredi              | Gianfranco Manfredi              | Luigi Siniscalchi                | Bruno Ramella       |
| 97  | Voci di notte           | giugno                | Gino D'Antonio                   | Gino D'Antonio                   | Goran Parlov                     | Bruno Ramella       |
| 98  | Ossessione              | luglio                | Gianfranco Manfredi              | Gianfranco Manfredi              | Luigi Siniscalchi                | Bruno Ramella       |
| 99  | I sanguinari            | agosto                | Gino D'Antonio                   | Gino D'Antonio                   | Ferdinando Tacconi               | Bruno Ramella       |
| 100 | Spettri dal passato     | settembre             | Claudio Nizzi                    | Claudio Nizzi                    | Bruno Ramella                    | Corrado Mastantuono |
| 101 | Las Vegas!              | ottobre               | Gianfranco Manfredi              | Gianfranco Manfredi              | Renato Polese                    | Corrado Mastantuono |
| 102 | Buio a Chinatown        | novembre              | Gianfranco Manfredi              | Gianfranco Manfredi              | Giuseppe Barbati e Bruno Ramella | Corrado Mastantuono |
| 103 | Cadaveri a sorpresa     | dicembre              | Gianfranco Manfredi              | Gianfranco Manfredi              | Luigi Siniscalchi                | Corrado Mastantuono |

## 1997
| Nr. | Titolo                        | Mese di pubblicazione | Soggetto            | Sceneggiatura       | Disegni                        | Copertina           |
| --- | ----------------------------- | --------------------- | ------------------- | ------------------- | ------------------------------ | ------------------- |
| 104 | Uragano                       | gennaio               | Gianfranco Manfredi | Gianfranco Manfredi | Stefano Biglia e Luigi Copello | Corrado Mastantuono |
| 105 | Il killer della Quinta Strada | febbraio              | Gianfranco Manfredi | Gianfranco Manfredi | Pasquale Del Vecchio           | Corrado Mastantuono |
| 106 | Colpo alla nuca               | marzo                 | Gianfranco Manfredi | Gianfranco Manfredi | Pasquale Del Vecchio           | Corrado Mastantuono |
| 107 | Morire dal ridere             | aprile                | Gianfranco Manfredi | Gianfranco Manfredi | Pietro Dall'Agnol              | Corrado Mastantuono |
| 108 | I pascoli del cielo           | maggio                | Gino D'Antonio      | Gino D'Antonio      | Renato Polese                  | Corrado Mastantuono |
| 109 | Gli avvoltoi                  | giugno                | Alberto Ongaro      | Alberto Ongaro      | Mario Jannì                    | Corrado Mastantuono |
| 110 | Flash back                    | luglio                | Gianfranco Manfredi | Gianfranco Manfredi | Luigi Siniscalchi              | Corrado Mastantuono |
| 111 | L'ultima rapina               | agosto                | Alberto Ongaro      | Alberto Ongaro      | Carlo Bellagamba               | Corrado Mastantuono |
| 112 | Bella di sera                 | settembre             | Gino D'Antonio      | Gino D'Antonio      | Ferdinando Tacconi             | Corrado Mastantuono |
| 113 | La paga di Giuda              | ottobre               | Alberto Ongaro      | Alberto Ongaro      | Federico Antinori              | Corrado Mastantuono |
| 114 | Senza respiro                 | novembre              | Gino D'Antonio      | Gino D'Antonio      | Sergio Toppi                   | Corrado Mastantuono |
| 115 | Eroe per un giorno            | dicembre              | Gianfranco Manfredi | Gianfranco Manfredi | Mario Jannì                    | Corrado Mastantuono |

## 1998
| Nr. | Titolo                   | Mese di pubblicazione | Soggetto            | Sceneggiatura       | Disegni             | Copertina           |
| --- | ------------------------ | --------------------- | ------------------- | ------------------- | ------------------- | ------------------- |
| 116 | La lunga notte           | gennaio               | Alberto Ongaro      | Alberto Ongaro      | Mario Rossi         | Corrado Mastantuono |
| 117 | Un delitto inspiegabile  | febbraio              | Alberto Ongaro      | Alberto Ongaro      | Stefano Biglia      | Corrado Mastantuono |
| 118 | Gangster per caso        | marzo                 | Gianfranco Manfredi | Gianfranco Manfredi | Renato Polese       | Corrado Mastantuono |
| 119 | Città oscura             | aprile                | Alberto Ongaro      | Alberto Ongaro      | Federico Antinori   | Corrado Mastantuono |
| 120 | Errore giudiziario       | maggio                | Gianfranco Manfredi | Gianfranco Manfredi | Luigi Siniscalchi   | Corrado Mastantuono |
| 121 | La rosa gialla del Texas | giugno                | Gianfranco Manfredi | Gianfranco Manfredi | Corrado Mastantuono | Corrado Mastantuono |
| 122 | L'amico scomparso        | luglio                | Gianfranco Manfredi | Gianfranco Manfredi | Fabio Pezzi         | Corrado Mastantuono |
| 123 | Il drago rosso           | agosto                | Gino D'Antonio      | Gino D'Antonio      | Ferdinando Tacconi  | Corrado Mastantuono |
| 124 | Virus                    | settembre             | Gianfranco Manfredi | Gianfranco Manfredi | Carlo Bellagamba    | Corrado Mastantuono |
| 125 | Agenzia Zero             | ottobre               | Alberto Ongaro      | Alberto Ongaro      | Luigi Copello       | Corrado Mastantuono |
| 126 | La guardia del corpo     | novembre              | Claudia Salvatori   | Claudia Salvatori   | Mario Jannì         | Corrado Mastantuono |
| 127 | Il nano e il gigante     | dicembre              | Claudia Salvatori   | Claudia Salvatori   | Renato Polese       | Corrado Mastantuono |

## 1999
| Nr. | Titolo                       | Mese di pubblicazione | Soggetto                          | Sceneggiatura                     | Disegni               | Copertina           |
| --- | ---------------------------- | --------------------- | --------------------------------- | --------------------------------- | --------------------- | ------------------- |
| 128 | Inutili omicidi              | gennaio               | Alberto Ongaro                    | Alberto Ongaro                    | José Eduardo Caramuta | Corrado Mastantuono |
| 129 | La banda dei giustizieri     | febbraio              | Claudia Salvatori                 | Claudia Salvatori                 | Federico Antinori     | Corrado Mastantuono |
| 130 | Il leone e la gazzella       | marzo                 | Claudia Salvatori                 | Claudia Salvatori                 | Mario Jannì           | Corrado Mastantuono |
| 131 | Rappresaglia                 | aprile                | Alberto Ongaro                    | Alberto Ongaro                    | Renato Polese         | Corrado Mastantuono |
| 132 | Il segreto                   | maggio                | Alberto Ongaro                    | Alberto Ongaro                    | Renato Polese         | Corrado Mastantuono |
| 133 | Affari di famiglia           | giugno                | Alberto Ongaro e Luigi Mignacco   | Alberto Ongaro e Luigi Mignacco   | José Eduardo Caramuta | Corrado Mastantuono |
| 134 | Il lungo odio                | luglio                | Alberto Ongaro e Gianluigi Gonano | Alberto Ongaro e Gianluigi Gonano | Mario Jannì           | Corrado Mastantuono |
| 135 | La scuola della violenza     | agosto                | Gino D'Antonio                    | Gino D'Antonio                    | Renato Polese         | Corrado Mastantuono |
| 136 | Omicidio al Molo Quattordici | settembre             | Alberto Ongaro                    | Alberto Ongaro                    | Luigi Copello         | Corrado Mastantuono |
| 137 | Il testimone                 | ottobre               | Alberto Ongaro e Luigi Mignacco   | Alberto Ongaro e Luigi Mignacco   | Alberto Castiglioni   | Corrado Mastantuono |
| 138 | I figli del Male             | novembre              | Gino D'Antonio                    | Gino D'Antonio                    | Ferdinando Tacconi    | Corrado Mastantuono |
| 139 | Il burattinaio               | dicembre              | Alberto Ongaro e Luigi Mignacco   | Alberto Ongaro e Luigi Mignacco   | José Eduardo Caramuta | Corrado Mastantuono |

## 2000
| Nr. | Titolo                      | Mese di pubblicazione | Soggetto                          | Sceneggiatura                     | Disegni             | Copertina           |
| --- | --------------------------- | --------------------- | --------------------------------- | --------------------------------- | ------------------- | ------------------- |
| 140 | Terrore sull'isola          | gennaio               | Alberto Ongaro e Gianluigi Gonano | Alberto Ongaro e Gianluigi Gonano | Mario Jannì         | Corrado Mastantuono |
| 141 | Gli inseparabili            | febbraio              | Alberto Ongaro e Luigi Mignacco   | Alberto Ongaro e Luigi Mignacco   | Renato Polese       | Corrado Mastantuono |
| 142 | Il caso Sherman             | marzo                 | Alberto Ongaro e Luigi Mignacco   | Alberto Ongaro e Luigi Mignacco   | Claudio Piccoli     | Corrado Mastantuono |
| 143 | Il cadavere scomparso       | aprile                | Stefano Piani                     | Stefano Piani                     | Alberto Castiglioni | Corrado Mastantuono |
| 144 | Pioggia di piombo           | maggio                | Gino D'Antonio                    | Gino D'Antonio                    | Fabio Pezzi         | Corrado Mastantuono |
| 145 | Il Fiume Splendente         | giugno                | Gino D'Antonio                    | Gino D'Antonio                    | Renato Polese       | Corrado Mastantuono |
| 146 | Missione solitaria          | luglio                | Gino D'Antonio                    | Gino D'Antonio                    | Bruno Ramella       | Corrado Mastantuono |
| 147 | I due volti della giustizia | agosto                | Stefano Piani                     | Stefano Piani                     | Mario Jannì         | Corrado Mastantuono |
| 148 | Ricatto alla città          | settembre             | Alberto Ongaro                    | Alberto Ongaro e Luigi Mignacco   | Renato Polese       | Corrado Mastantuono |
| 149 | Incidente letale            | ottobre               | Stefano Piani                     | Stefano Piani                     | Mario Milano        | Corrado Mastantuono |
| 150 | Bonnie e Clyde              | novembre              | Gino D'Antonio                    | Gino D'Antonio                    | Ferdinando Tacconi  | Corrado Mastantuono |
| 151 | Dollari maledetti           | dicembre              | Alberto Ongaro e Gianluigi Gonano | Alberto Ongaro e Gianluigi Gonano | Luigi Siniscalchi   | Corrado Mastantuono |

## 2001
| Nr. | Titolo                       | Mese di pubblicazione | Soggetto                          | Sceneggiatura                     | Disegni                 | Copertina           |
| --- | ---------------------------- | --------------------- | --------------------------------- | --------------------------------- | ----------------------- | ------------------- |
| 152 | Un morto sotto accusa        | gennaio               | Tito Faraci                       | Tito Faraci                       | Alberto Castiglioni     | Corrado Mastantuono |
| 153 | Triplo bersaglio             | febbraio              | Tito Faraci                       | Tito Faraci                       | Alessandro Nespolino    | Corrado Mastantuono |
| 154 | La donna senza nome          | marzo                 | Alberto Ongaro                    | Alberto Ongaro e Piero Fissore    | Enrico Massa            | Corrado Mastantuono |
| 155 | Schegge di follia            | aprile                | Alberto Ongaro e Gianluigi Gonano | Alberto Ongaro e Gianluigi Gonano | Renato Polese           | Corrado Mastantuono |
| 156 | La Morte non dimentica       | maggio                | Alberto Ongaro e Gianluigi Gonano | Alberto Ongaro e Gianluigi Gonano | Renato Polese           | Corrado Mastantuono |
| 157 | Delitti all'università       | giugno                | Stefano Piani                     | Stefano Piani                     | Luigi Siniscalchi       | Corrado Mastantuono |
| 158 | Appuntamento con l'assassino | luglio                | Tito Faraci                       | Tito Faraci                       | Raul e Gianluca Cestaro | Corrado Mastantuono |
| 159 | Nessuna pietà                | agosto                | Piero Fissore                     | Piero Fissore                     | Frèderic Volante        | Corrado Mastantuono |
| 160 | Un maledetto alibi           | settembre             | Luigi Mignacco                    | Luigi Mignacco                    | Alberto Castiglioni     | Corrado Mastantuono |
| 161 | Il bosco degli orrori        | ottobre               | Stefano Piani                     | Stefano Piani                     | Renato Polese           | Corrado Mastantuono |
| 162 | Uomini Talpa                 | novembre              | Stefano Piani                     | Stefano Piani                     | Luigi Siniscalchi       | Corrado Mastantuono |
| 163 | Mani insanguinate            | dicembre              | Gino D'Antonio                    | Gino D'Antonio                    | Luigi Copello           | Corrado Mastantuono |

## 2002
| Nr. | Titolo                | Mese di pubblicazione | Soggetto                      | Sceneggiatura                 | Disegni                 | Copertina           |
| --- | --------------------- | --------------------- | ----------------------------- | ----------------------------- | ----------------------- | ------------------- |
| 164 | Giochi letali         | gennaio               | Stefano Piani                 | Stefano Piani                 | Marco Artioli           | Corrado Mastantuono |
| 165 | Una sporca faccenda   | febbraio              | Tito Faraci                   | Tito Faraci                   | Alessandro Nespolino    | Corrado Mastantuono |
| 166 | Una lama nel cervello | marzo                 | Tito Faraci                   | Tito Faraci                   | Marco Foderà            | Corrado Mastantuono |
| 167 | Imbrogli e spari      | aprile                | Stefano Piani                 | Stefano Piani                 | Luigi Siniscalchi       | Corrado Mastantuono |
| 168 | Una vita sospesa      | maggio                | Stefano Piani                 | Stefano Piani                 | Giancarlo Caracuzzo     | Corrado Mastantuono |
| 169 | Strada senza uscita   | giugno                | Stefano Piani                 | Stefano Piani                 | Enrico Massa            | Corrado Mastantuono |
| 170 | Tradimenti            | luglio                | Marco Beretta e Stefano Piani | Marco Beretta e Stefano Piani | Frèderic Volante        | Corrado Mastantuono |
| 171 | Imprevisti mortali    | agosto                | Stefano Piani                 | Stefano Piani                 | Fabio Pezzi             | Corrado Mastantuono |
| 172 | Detective privato     | settembre             | Stefano Piani                 | Stefano Piani                 | Rossano Rossi           | Corrado Mastantuono |
| 173 | Il dossier Ki-On      | ottobre               | Stefano Piani                 | Stefano Piani                 | Giancarlo Caracuzzo     | Corrado Mastantuono |
| 174 | L'odore dei soldi     | novembre              | Stefano Piani                 | Stefano Piani                 | Luigi Siniscalchi       | Corrado Mastantuono |
| 175 | Sotto tiro            | dicembre              | Tito Faraci                   | Tito Faraci                   | Raul e Gianluca Cestaro | Corrado Mastantuono |

## 2003
| Nr. | Titolo                       | Mese di pubblicazione | Soggetto      | Sceneggiatura | Disegni                                  | Copertina           |
| --- | ---------------------------- | --------------------- | ------------- | ------------- | ---------------------------------------- | ------------------- |
| 176 | Giustizia ad Agua Blanca     | gennaio               | Stefano Piani | Stefano Piani | Renato Polese                            | Corrado Mastantuono |
| 177 | Carosello di sangue          | febbraio              | Stefano Piani | Stefano Piani | Luigi Copello                            | Corrado Mastantuono |
| 178 | Requiem                      | marzo                 | Stefano Piani | Stefano Piani | Alessandro Nespolino e Antonio Marinetti | Corrado Mastantuono |
| 179 | Bersagli di notte            | aprile                | Tito Faraci   | Tito Faraci   | Alberto Castiglioni                      | Corrado Mastantuono |
| 180 | Ciak, si muore!              | maggio                | Tito Faraci   | Tito Faraci   | Marco Foderà                             | Corrado Mastantuono |
| 181 | L'esca                       | giugno                | Stefano Piani | Stefano Piani | Luigi Siniscalchi                        | Corrado Mastantuono |
| 182 | Missing                      | luglio                | Stefano Piani | Stefano Piani | Giancarlo Caracuzzo                      | Corrado Mastantuono |
| 183 | La sconosciuta               | agosto                | Stefano Piani | Stefano Piani | Giovanni Talami                          | Corrado Mastantuono |
| 184 | Amore e rabbia               | settembre             | Tito Faraci   | Tito Faraci   | Leomacs                                  | Corrado Mastantuono |
| 185 | Il collezionista di tatuaggi | ottobre               | Stefano Piani | Stefano Piani | Antonio Marinetti                        | Corrado Mastantuono |
| 186 | Il nemico alle spalle        | novembre              | Stefano Piani | Stefano Piani | Rossano Rossi                            | Corrado Mastantuono |
| 187 | La nona vittima              | dicembre              | Stefano Piani | Stefano Piani | Carlo Bellagamba                         | Corrado Mastantuono |

## 2004
| Nr. | Titolo                  | Mese di pubblicazione | Soggetto                       | Sceneggiatura                  | Disegni              | Copertina           |
| --- | ----------------------- | --------------------- | ------------------------------ | ------------------------------ | -------------------- | ------------------- |
| 188 | Il rasoio di Occam      | gennaio               | Stefano Piani                  | Stefano Piani                  | Luigi Siniscalchi    | Corrado Mastantuono |
| 189 | La mano nell'ombra      | febbraio              | Stefano Piani                  | Stefano Piani                  | Renato Polese        | Corrado Mastantuono |
| 190 | Testa di serpente       | marzo                 | Stefano Piani                  | Stefano Piani                  | Luigi Copello        | Corrado Mastantuono |
| 191 | Il giudice              | aprile                | Stefano Piani                  | Stefano Piani                  | Alessandro Nespolino | Corrado Mastantuono |
| 192 | Partita con l'assassino | maggio                | Tito Faraci                    | Tito Faraci                    | Luigi Pittaluga      | Corrado Mastantuono |
| 193 | Okay, Butch!            | giugno                | Alberto Ongaro e Stefano Piani | Alberto Ongaro e Stefano Piani | Alberto Castiglioni  | Corrado Mastantuono |
| 194 | Le strade dell'odio     | luglio                | Tito Faraci                    | Tito Faraci                    | Frèderic Volante     | Corrado Mastantuono |
| 195 | Crimini in divisa       | agosto                | Stefano Piani                  | Stefano Piani                  | Marco Foderà         | Corrado Mastantuono |
| 196 | Il "professionista"     | settembre             | Stefano Piani                  | Stefano Piani                  | Enrico Massa         | Corrado Mastantuono |
| 197 | Vittime per caso        | ottobre               | Tito Faraci                    | Tito Faraci                    | Fabio Pezzi          | Corrado Mastantuono |
| 198 | Il defunto mister Smith | novembre              | Stefano Piani                  | Stefano Piani                  | Giancarlo Caracuzzo  | Corrado Mastantuono |
| 199 | Morire per l'arte       | dicembre              | Stefano Piani                  | Stefano Piani                  | Renato Polese        | Corrado Mastantuono |

## 2005
| Nr. | Titolo          | Mese di pubblicazione | Soggetto      | Sceneggiatura | Disegni           | Copertina           |
| --- | --------------- | --------------------- | ------------- | ------------- | ----------------- | ------------------- |
| 200 | Progetto Dakota | gennaio               | Claudio Nizzi | Claudio Nizzi | Luigi Siniscalchi | Corrado Mastantuono |